# Arft
Arft ist eine Ortsgemeinde im Landkreis Mayen-Koblenz in Rheinland-Pfalz. Sie gehört der Verbandsgemeinde Vordereifel an, die ihren Verwaltungssitz in Mayen hat.

## Geographie
Die Ortschaft liegt nordwestlich von Mayen zwischen Laacher See und Nürburgring in der Nähe der Hohen Acht, der höchsten Erhebung der Eifel.
In Arft entspringt der Arfter Bach, einer der beiden Quellflüsse der Nette. Höchster Punkt ist der Raßberg mit 668 m ü. NHN, an dessen Fuße sich ein Skigebiet mit Skilift und 500 m langer Piste befindet.
Außer dem namengebenden Ort gibt es den kleineren Ortsteil Netterhöfe. Arft grenzt (im Uhrzeigersinn) an die Ortsgemeinden Hohenleimbach, Kempenich (beide Landkreis Ahrweiler), Weibern, Langscheid, Langenfeld, Acht, Siebenbach und (mit einem schmalen Streifen) Kaltenborn (Landkreis Ahrweiler).

## Geschichte
Arft gehörte zum Kirchspiel Langenfeld und mit diesem bis zum Ende des 18. Jahrhunderts zum Kurfürstentum Trier. Nach 1792 hatten französische Revolutionstruppen das sogenannte Linke Rheinufer eingenommen. Nach der Einführung der französischen Verwaltungsstrukturen gehörte Arft von 1798 bis 1814 zum Kanton Virneburg im Rhein-Mosel-Departement. Aufgrund der auf dem Wiener Kongress (1815) getroffenen Vereinbarungen kam die Region zum Königreich Preußen. Arft gehörte zur Bürgermeisterei Virneburg im 1816 errichteten Kreis Adenau des Regierungsbezirks Koblenz und von 1822 an zur Rheinprovinz.
Bevölkerungsentwicklung
Die Entwicklung der Einwohnerzahl der Gemeinde Arft, die Werte von 1871 bis 1987 beruhen auf Volkszählungen:
| Jahr | Einwohner |
| ---- | --------- |
| 1815 | 141       |
| 1835 | 226       |
| 1871 | 229       |
| 1905 | 293       |
| 1939 | 291       |
| 1950 | 264       |
| 1961 | 246       |

| Jahr | Einwohner |
| ---- | --------- |
| 1970 | 284       |
| 1987 | 254       |
| 1997 | 292       |
| 2005 | 297       |
| 2011 | 269       |
| 2017 | 246       |
| 2023 | 242       |

## Politik

### Gemeinderat
Der Gemeinderat in Arft besteht aus sechs Ratsmitgliedern, die bei der Kommunalwahl am 9. Juni 2024 in einer Mehrheitswahl gewählt wurden, und dem ehrenamtlichen Ortsbürgermeister als Vorsitzendem.

### Ortsbürgermeister
Markus Thiel wurde am 30. August 2023 Ortsbürgermeister von Arft. Da für eine wegen der Amtsniederlegung seines Vorgängers am 24. September 2023 angesetzte Direktwahl kein Wahlvorschlag eingereicht wurde, oblag die Neuwahl des Bürgermeisters gemäß rheinland-pfälzischer Gemeindeordnung dem Rat. Dieser entschied sich einstimmig für den seitherigen Ersten Beigeordneten der Gemeinde. Bei der regulären Direktwahl am 9. Juni 2024 wurde Markus Thiel als einziger Kandidat mit 89,4 % der Stimmen für weitere fünf Jahre in seinem Amt bestätigt.
Thiels Vorgänger Lothar Waldorf hatte 2019 nach fünfjähriger Unterbrechung das Amt erneut übernommen. Bei der Direktwahl am 26. Mai 2019 war er mit einem Stimmenanteil von 55,36 % für fünf Jahre gewählt worden. Waldorf legte das Ehrenamt jedoch zum 30. Juni 2023 vorzeitig nieder.
In der Wahlperiode 2014 bis 2019 hatte Carlo Groß das Amt des Ortsbürgermeisters ausgeübt.

### Wappen
| Wappen von Arft | Blasonierung: „In Gold unter vier balkenweise gestellten roten Rauten ein blauer Dreipass mit Dreiblättern.“                          |
| Wappen von Arft | Wappenbegründung: Die vier Rauten deuten auf das Wappen der Grafen von Virneburg hin, der Dreipass auf die Schutzpatrone der Kapelle. |

## Religion
Arft gehört kirchlich zur katholischen Gemeinde Langenfeld (Eifel). Die Kapelle in Arft ist der Heiligen Dreifaltigkeit geweiht und wurde 1959 erbaut.

## Sehenswürdigkeiten und Ausflugsziele

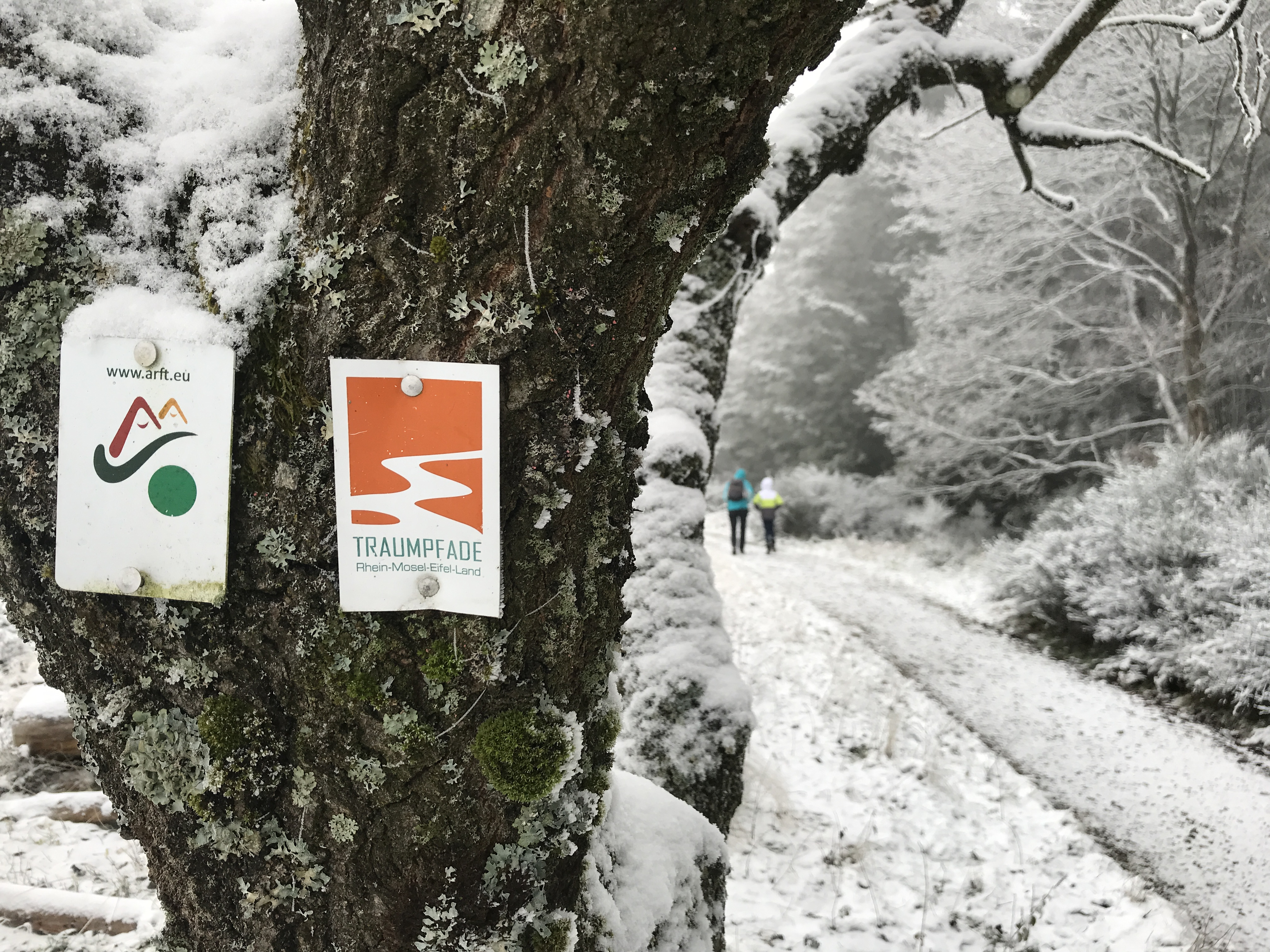
Bergheidenweg von Traumpfade

Durch die Gemarkung Arft führen zwei als Traumpfad prämierte Wanderwege, die kombiniert werden können.
Ein Wanderziel bietet die unter Naturschutz stehende Bergheide mit ihrer Vielfalt an Gräsern und Sträuchern. Der prämierte Bergheidenweg führt über die Wacholderheide und durch Kiefernhaine; Teile des Weges auch entlang der Nette und des Selbachs. Schwierigkeitsgrad: leicht – Länge 10,3 km – Start/Ende: Parkplatz unterhalb des Raßberg.
Als weiteres Ziel für Wanderer ist der Dr.-Heinrich-Menke-Park, eines der Naturschutzgebiete des Landkreises Mayen-Koblenz. Naturfreunde schätzen seine Wacholderheide, die vom Wacholderweg touristisch erschlossen wird, der auf 8,8 km Länge auch durch die benachbarten Wacholderschutzgebiete Heidbüchel, Raßberg, Büschberg, Wolfsberg und Wabelsberg (Nachbargemeinde Langscheid) führt.
Die Europäische Kommission unterstützt (zusammen mit dem rheinland-pfälzischen Ministerium für Umwelt und Forsten und der Umweltstiftung des Kreises Mayen-Koblenz) Maßnahmen des Naturschutzes auf ausgewählten Wacholderheiden der Osteifel. Teile des LIFE-Projektes betreffen auch die oben genannten Schutzgebiete.
Naturschutzgebiete
- Dr.-Heinrich-Menke-Park
- Wacholderheiden Raßberg und Heidbüchel